# Лаврентій Радівецький
Лаврентій (Радівецький) - єпископ Радівецький, святитель канонізований РумПЦ (1992). За переказами народився в кінці кінець XIV ст. в Радівцях на Буковині у Молдавському князівстві.

## Іночество
Ще юнаком вирішив наслідувати святих отців, у зв'язку з чим віддалився у ліси, де зарікся у мовчанні.
Чернечий постриг прийняв з ім'ям Лаврентій. Пізніше був рукоположеним у священика. Разом з учнями заснував у радівецьких лісах чернече поселення, яке згодом отримало назву «Лаврентіївський скит».
Отець Лаврентій був наставником для багатьох сподвижників, зокрема преподобного Данииїла (Воронецького).
Виявивши в собі дар чудотворця і цілителя, Лаврентій допомагав хворим своїми молитвами. Для оточення він став батьком, порадником, вчителем та захисником.

## Архієрейське служіння
1401-го р. господарю Молдавії Олександру Доброму, шляхом досягнення компромісу, таки вдалося добитися від Матея І визнання автономної Молдавської митрополії у складі Константинопольського патріархату. Водночас, молдавську державу було поділено на три єпархії - Радівецьку, Сучавську та Романівську. Радівецька єпархія об'єднала більшість парафій та монастирів Північної Молдавії, тобто практично всієї Буковини за винятком Сучави та околиць.
Заснувавши Радівецьку єпархію, Олександр Добрий, добре проінформований про чудотворця Лаврентія, запропонував саме йому очолити новує єпископську кафедру. Єпископ Лаврентій здійснював архієрейське служіння з притаманною йому мудрістю, наставляючи паству й будучи для неї прикладом святості.

Водночас, тяготіння до чернецтва не полишало Лаврентія.
На схилі років він все ж таки залишив єпископство й прийняв велику схиму з ім'ям Леонтій. Проживши схимником кілька років і дивуя всіх своїм смиренням, подвигами й чудесами, святий мирно відійшов у вічність.

## Почитання
За деякий час після представлення було віднайдено нетлінні мощі Леонтія й покладені з почестями у Свято-Миколаївському кафедральному соборі в Радівцях для поклоніння. Багато людей від них зцілювались, завдяки чому слава про святителя Леонтія розійшлася далеко за межі Молдавії. Зокрема, в 1620-их р.р. архімандрит Києво-Печерського монастиря Захарій Копистенський писав:
|  | ...в Радовецькій єпархії спочиває святий Леонтій Чудотворець, тілом нетлінний... |

1639-го р. Радівецький кафедральний собор було пограбовано, й мощі святителя зникли. На переконання дослідників мощі були збережені ченцями й поховані на території Лаврентіївського скиту в 1783 році, коли його було розпущено.

Канонізували святого Леонтія Священним Синодом РумПЦ як святителя 20 червня 1992 року.